# Sven Olov Lindholm
Sven Olov Knutsson Lindholm (Jönköping, 8 de febrero de 1903 - Rönninge, 26 de abril de 1998) fue un político y militar sueco de ideología nazi, activo en diferentes organizaciones fascistas suecas desde la década de 1920 hasta la década de 1950. Más tarde, abandonó esta ideología a favor del izquierdismo, el pacifismo y la no violencia.

## Biografía
Nacido en el municipio de Jönköping, Lindholm se unió al Ejército sueco a una edad temprana, llegando al rango de sargento. Estacionado en Estocolmo, inicialmente se sintió atraído por Elof Eriksson, un proto-fascista que enfatizaba el anticomunismo y el antisemitismo. Pronto se unió a Konrad Hallgren para establecer el Sveriges Fascistiska Folkparti (Partido Popular Fascista Sueco), que se conoció como Sveriges Fascistiska Kamporganisation (Organización de Causa Fascista Sueca), sirviendo como organizador y luego líder del grupo. 
Lindholm visitó Núremberg en 1929 y, como consecuencia, abandonó el fascismo italiano en favor del nacionalsocialismo alemán y, como resultado, desempeñó un papel destacado tanto en el Partido Popular Nacional Socialista de Suecia como en su sucesor, el Partido Nacional Socialista de Suecia. El 6% de Lindholm capturado en Gotemburgo en las elecciones de 1932 representó un punto importante para los nacionalsocialistas suecos. Sin embargo Lindholm se había cansado de la dirección de Birger Furugård como había crecido más atraído por el Strasserismo que el nacionalsocialismo recto de Furugård. En 1933 formó el Nationalsocialistiska Arbetarpartiet para este fin. 
El nuevo grupo, que adoptó la esvástica, adoptó una línea anticapitalista y organizó su propio grupo juvenil, el Nordisk Ungdom (Juventud Nórdica). En 1938, Lindholm se había vuelto más crítico con el gobierno de Alemania e intentó reorganizar el grupo como una versión más sueca del nacionalsocialismo, reinventándolos como Svensk Socialistisk Samling (Unión Socialista Sueca). 
Regresó al ejército en 1941 como Fanjunkare en la artillería. Mantuvo una relación ambigua con Alemania durante la guerra, atacando la Operación Weserübung, pero también ayudando a reclutar hombres para Adolf Hitler. Svensk Socialistisk Samling continuó activo hasta 1950, después de lo cual Lindholm entró en semi-retiro, con solo una participación menor en grupos juveniles de extrema derecha que mantuvieron su actividad.
Con el tiempo, comenzó a alejarse de la ideología nazi, por lo cual su esposa, Vera Schimanski, lo divorció, terminando un matrimonio de dos años.
Entre la década de 1970 y 1980 admitió públicamente que ya no se identificaba con el nazismo, racismo o antisemetismo. Más tarde, le dio su apoyo público a los movimientos pacifistas e izquierdistas de su nación.